# 图瓦维扬
图瓦维扬（法語：Toy-Viam，法語發音：[twa vjɑ̃]）是法国科雷兹省的一个市镇，位于该省北部，属于于塞勒区。

## 地理
图瓦维扬（45°38'54"N, 1°55'56"E）面积9.93 平方千米，位于法国新阿基坦大区科雷兹省，该省份为法国中南部省份，北起上维埃纳省和克勒兹省，西接多爾多涅省，南至洛特省，东临多姆山省和康塔爾省。
与图瓦维扬接壤的市镇（或旧市镇、城区）包括：比雅、塔尔纳克、维扬。

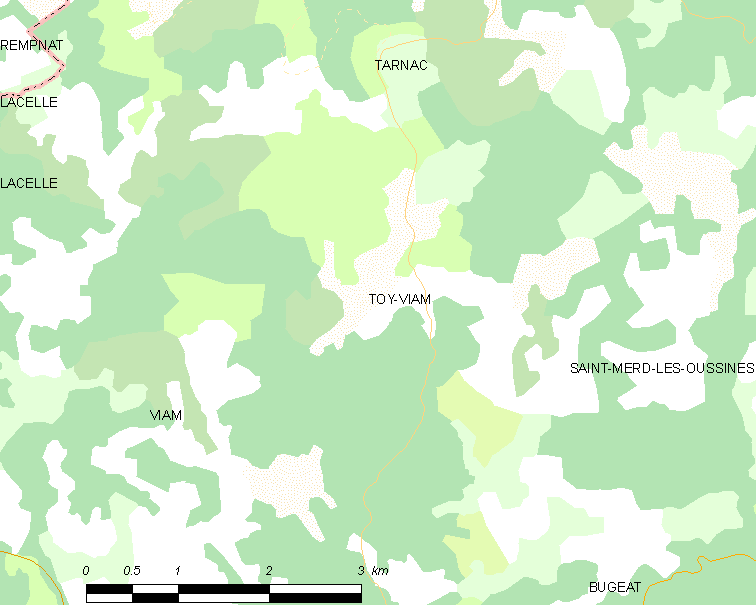
图瓦维扬的OSM定位图

图瓦维扬的时区为UTC+01:00、UTC+02:00（夏令时）。

## 行政
图瓦维扬的邮政编码为19170，INSEE市镇编码为19268。

## 政治
图瓦维扬所属的省级选区为米勒瓦什高原县。

## 人口

1962-2008年间图瓦维扬人口变化图示

图瓦维扬于2022年1月1日时的人口数量为35人。